# Anneau de sangle
Ne doit pas être confondu avec Anneau pour autobloquant.
Un anneau de sangle est un équipement de protection individuelle utilisé en escalade, en alpinisme et en spéléologie consistant en une boucle de sangle nouée ou cousue.

## Usages
Un anneau de sangle peut avoir divers usages :
- pour concevoir un relais provisoire de rappel en étant passée autour d'une portion de rocher, d'un becquet, d'une lunule ou d'un arbre et ainsi constituer un point d'ancrage ou en rallonger un ;
- pour réaliser un relais provisoire de progression d'une cordée en alpinisme ou escalade en terrain d'aventure sur plusieurs longueurs en reliant plusieurs points d'ancrages par triangulation[Note 1] ;
- pour l'utiliser comme longe ou vache pour un usage destiné aux experts de la verticalité. N'ayant aucune capacité dynamique, l'anneau de sangle ne peut encaisser aucune chute et doit rester tendue en permanence vers le bas, sans mou[1] ;
- pour rallonger une dégaine, ou utiliser une dégaine alpine conçue avec un anneau de sangle et deux mousquetons de service à doigt, ceci afin de limiter le tirage et réduire ainsi le facteur chute du grimpeur de tête[2].

## Types de sangle

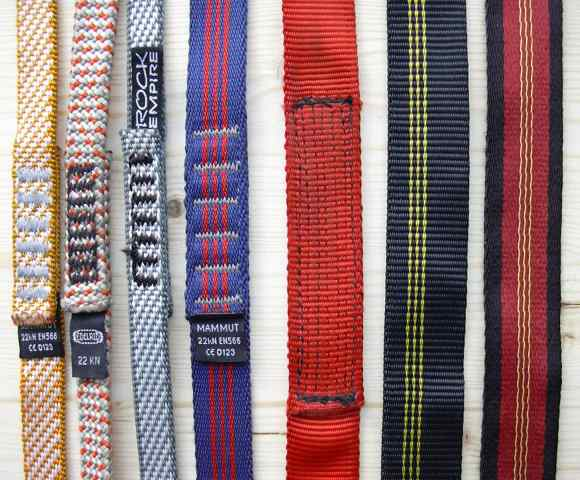
Différentes tailles et matières utilisées pour les anneaux de sangle.

Les anneaux de sangle sont habituellement vendus cousus dans des longueurs de 10 cm, 30 cm, 60 cm, 120 cm ou 400 cm. 
Traditionnellement, les sangles sont plates, d'une largeur comprise entre 10 et 16 mm et confectionnées en nylon. On peut aussi les confectionner avec de la sangle au mètre, l'anneau devant alors obligatoirement être fermé par un nœud de sangle.
Les nouvelles générations d'anneaux de sangle utilisent le polyéthylène de masse molaire très élevée (UHMPE), un matériau commercialisé sous divers noms de marque (Dyneema, Spectra, Dynex). Ces nouvelles sangles sont plus minces, plus légères et plus souples que celles en nylon, souvent 8 à 10 mm de large. Elles absorbent peu d'eau et sont très résistantes à l'abrasion. Leurs applications sont néanmoins restreintes par une température de fusion basse (130 °C), par leur très faible élasticité et par le caractère très glissant de cette fibre, ce qui pose des problèmes de tenue des nœuds.

## Réglementation
Les anneaux de sangle doivent respecter la norme de réglementation européenne CE EN 566, qui définit notamment une résistance statique minimale de 22 kilo-Newton. La norme CE EN 795 type B définie l'usage de sangle pour la confection de relais d'ancrages provisoires.